# Transtorno depressivo maior
Transtorno depressivo maior (TDM) (português brasileiro) ou perturbação depressiva major (PDM) (português europeu), conhecido simplesmente como depressão, é um distúrbio mental caracterizado por pelo menos duas semanas de depressão que esteja presente na maior parte das situações. É muitas vezes acompanhado de baixa autoestima, perda de interesse em atividades de outra forma aprazíveis, pouca energia e dor sem uma causa definida. As pessoas podem ocasionalmente manifestar delírios ou alucinações. Algumas pessoas apresentam episódios de depressão separados por um intervalo de vários anos em que o comportamento é normal, enquanto outras manifestam sintomas de forma quase permanente. A depressão pode afetar de forma negativa as relações familiares da pessoa, o trabalho, a vida escolar, o sono, as refeições e a saúde em geral. Entre 2 a 7% dos adultos com depressão morrem de suicídio e cerca de 60% das pessoas que morrem por suicídio apresentavam depressão ou outro distúrbio de humor.
Acredita-se que a condição seja causada por uma combinação de fatores genéticos, ambientais e psicológicos. Entre os fatores de risco estão história de depressão na família, alterações significativas na vida, determinados medicamentos, problemas de saúde crónicos e consumo de drogas. Cerca de 40% do risco aparenta estar relacionado com a genética. O diagnóstico de distúrbio depressivo maior tem por base a descrição das experiências por parte da pessoa e a avaliação do estado mental. Embora não existam exames de laboratório específicos para a doença, podem ser realizados exames para descartar outras condições que causam sintomas semelhantes. A depressão é diferente da tristeza, que é uma parte normal da vida e é menos grave. Um estudo de revisão da Colaboração Cochrane não encontrou evidências suficientes que apoiem o rastreio da doença.
O tratamento consiste geralmente em aconselhamento psiquiátrico e medicamentos antidepressivos. Embora a medicação aparente ser eficaz, o efeito pode ser significativo apenas nos casos graves. Não é ainda claro se a medicação afeta o risco de suicídio. Entre os tipos de aconselhamento psiquiátrico estão a terapia cognitivo-comportamental e a terapia interpessoal. Se outras medidas não se revelarem eficazes, pode ser considerada a terapia eletroconvulsiva. Em casos em que a pessoa é um risco para si própria, pode ser considerado o internamento hospitalar involuntário.
Em 2013, o distúrbio depressivo maior afetava aproximadamente 235 milhões de pessoas em todo o mundo (3,6%). A percentagem de pessoas afetadas em determinado momento da vida varia entre 7% no Japão e 21% em França. A taxa ao longo da vida é maior nos países desenvolvidos (15%) do que nos países em vias de desenvolvimento (11%). A doença é a segunda maior causa de anos de vida com incapacidade, apenas atrás da dor de costas. Os sintomas aparecem geralmente entre os 20 e os 40 anos de idade. A doença é duas vezes mais comum entre mulheres do que entre homens. As pessoas afetadas podem ser alvo de estigma social. Em 1980, a Associação Americana de Psiquiatria acrescentou o distúrbio depressivo maior ao Manual Diagnóstico e Estatístico de Transtornos Mentais (DSM-III), separando-a das neuroses depressivas do DSM-II, que também incluíam as condições atualmente denominadas distimia e distúrbios de adaptação.

## Sinais e sintomas

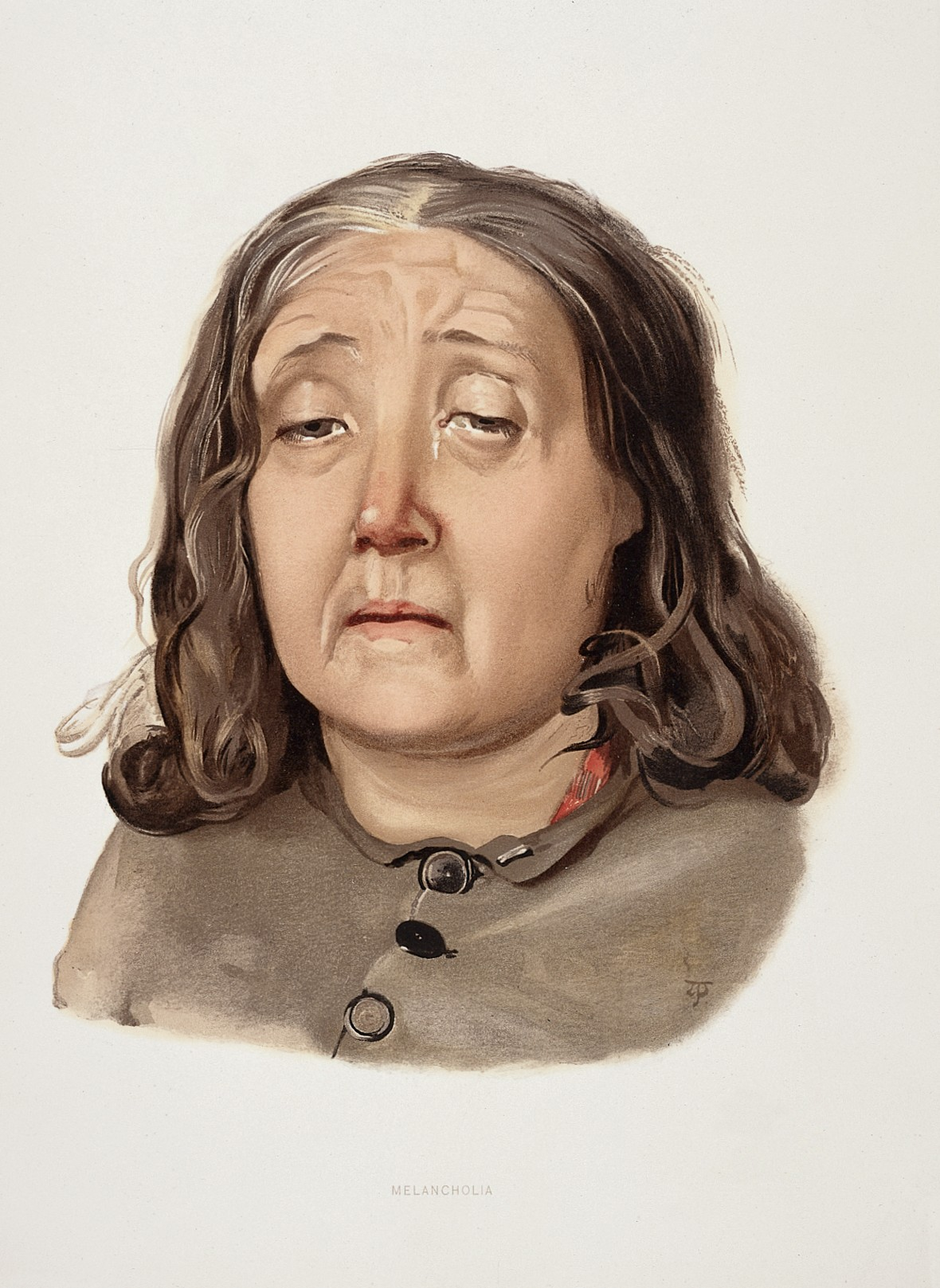
Uma litografia de 1892 de uma mulher diagnosticada com melancolia

A depressão maior afeta significativamente a família e os relacionamentos pessoais de uma pessoa, o trabalho ou a vida escolar, os hábitos de sono e alimentação e a saúde geral. Uma pessoa passando por um episódio depressivo maior geralmente apresenta um humor depressivo, que permeia todos os aspectos da vida, e uma incapacidade de sentir prazer em atividades anteriormente prazerosas. Pessoas deprimidas podem ficar preocupadas ou ruminar sobre pensamentos e sentimentos de falta de valor, culpa ou arrependimento inadequados, impotência ou desesperança.
Outros sintomas da depressão incluem baixa concentração e memória, retraimento de situações sociais e atividades, redução do desejo sexual, irritabilidade e pensamentos de morte ou suicídio. A insônia é comum; no padrão típico, a pessoa acorda muito cedo e não consegue voltar a dormir. A hipersonia, ou excesso de sono, também pode ocorrer, assim como distúrbios do ritmo circadiano, como a variação de humor diurna. Alguns antidepressivos também podem causar insônia devido ao seu efeito estimulante. Em casos graves, pessoas deprimidas podem apresentar sintomas psicóticos. Esses sintomas incluem delírios ou, menos comumente, alucinações, geralmente desagradáveis. Pessoas que tiveram episódios anteriores com sintomas psicóticos têm maior probabilidade de tê-los em episódios futuros.
Uma pessoa deprimida pode relatar múltiplos sintomas físicos, como fadiga, dores de cabeça ou problemas digestivos; queixas físicas são o problema mais comum em países em desenvolvimento, de acordo com os critérios da Organização Mundial da Saúde para depressão. Há muitas vezes redução do apetite, resultando em perda de peso, embora o aumento de apetite e ganho de peso ocasionalmente ocorram. Familiares e amigos podem perceber agitação ou letargia. Pessoas idosas podem apresentar sintomas cognitivos de início recente, como esquecimento, e um retardo mais perceptível nos movimentos.
Crianças deprimidas frequentemente apresentam um humor irritável em vez de deprimido; muitas perdem o interesse na escola e mostram um declínio acentuado no desempenho acadêmico. O diagnóstico pode ser atrasado ou omitido quando os sintomas são interpretados como "instabilidade emocional normal". Pessoas idosas podem não apresentar sintomas depressivos clássicos. O diagnóstico e o tratamento também são complicados pelo fato de que os idosos muitas vezes são tratados simultaneamente com vários outros medicamentos e frequentemente têm outras doenças concomitantes.

## Causas

Uma analogia em formato de copo demonstrando o modelo diátese-estresse, em que sob a mesma quantidade de estressores, a pessoa 2 é mais vulnerável do que a pessoa 1 devido à sua predisposição

A etiologia da depressão ainda não é completamente compreendida. O modelo biopsicossocial propõe que fatores biológicos, psicológicos e sociais desempenham um papel na causa da depressão. O modelo diátese-estresse especifica que a depressão resulta quando uma vulnerabilidade preexistente, ou diátese, é ativada por eventos estressantes na vida. A vulnerabilidade preexistente pode ser tanto genética, implicando uma interação entre natureza e criação, ou esquemática, resultando de visões de mundo aprendidas na infância. O psiquiatra americano Aaron Beck sugeriu que um tríade de pensamentos automáticos negativos e espontâneos sobre o eu, o mundo ou ambiente, e o futuro podem levar a outros sinais e sintomas depressivos.
Experiências traumáticas na infância (inclusive abuso infantil, negligência e disfunção familiar) aumentam significativamente o risco de depressão grave, especialmente se mais de um tipo estiver presente. O trauma na infância também se correlaciona com a gravidade da depressão, baixa responsividade ao tratamento e duração da doença. Algumas pessoas são mais suscetíveis do que outras a desenvolver doenças mentais como depressão após um trauma, e diversos genes foram apontados como controladores de susceptibilidade. Existe uma conexão entre poluição do ar e depressão e suicídio. Pode haver uma associação entre exposição de longo prazo a PM2.5 e depressão, e uma possível associação entre exposição de curto prazo a PM10 e suicídio.

### Genética
Genes desempenham um papel importante no desenvolvimento da depressão. Estudos de família e gêmeos encontram que cerca de 40% das diferenças individuais no risco de transtorno depressivo maior podem ser explicadas por fatores genéticos. Assim como a maioria dos distúrbios psiquiátricos, o transtorno depressivo maior é provavelmente influenciado por muitas alterações genéticas individuais. Em 2018, um estudo de associação genômica completa descobriu 44 variantes genéticas associadas ao risco de depressão maior; um estudo de 2019 encontrou 102 variantes no genoma ligadas à depressão. No entanto, parece que a depressão maior é menos hereditária em comparação ao transtorno bipolar e à esquizofrenia. A pesquisa focada em genes candidatos específicos tem sido criticada por sua tendência a gerar resultados falsos positivos. Também existem outros esforços para examinar as interações entre o estresse da vida e o risco poligênico para a depressão.

### Outros problemas de saúde
A depressão também pode surgir após uma condição médica crônica ou terminal, como HIV/AIDS ou asma, e pode ser rotulada como "depressão secundária". Não se sabe se as doenças subjacentes induzem a depressão por meio do efeito na qualidade de vida ou por causa de etiologias compartilhadas (como a degeneração dos gânglios da base na doença de Parkinson ou a desregulação imunológica na asma). A depressão também pode ser iatrogênica (resultado de cuidados médicos), como a depressão induzida por medicamentos. Terapias associadas à depressão incluem interferon, beta-bloqueadores, isotretinoína, contraceptivos, medicamentos cardíacos, anticonvulsivantes, remédios para enxaqueca, antipsicóticos e agentes hormonais como o agonista do hormônio liberador de gonadotrofina (GnRH agonista).
O uso de substâncias em idade precoce está associado a um aumento do risco de desenvolver depressão mais tarde na vida. A depressão que ocorre após o parto é chamada de depressão pós-parto e acredita-se ser resultado de mudanças hormonais associadas à gravidez. O transtorno afetivo sazonal, um tipo de depressão associada a mudanças sazonais na exposição à luz solar, acredita-se ser desencadeado pela diminuição da luz solar.
A deficiência de vitaminas B2, B6 e B12 pode causar depressão em mulheres.

## Diagnóstico

### Avaliação clínica

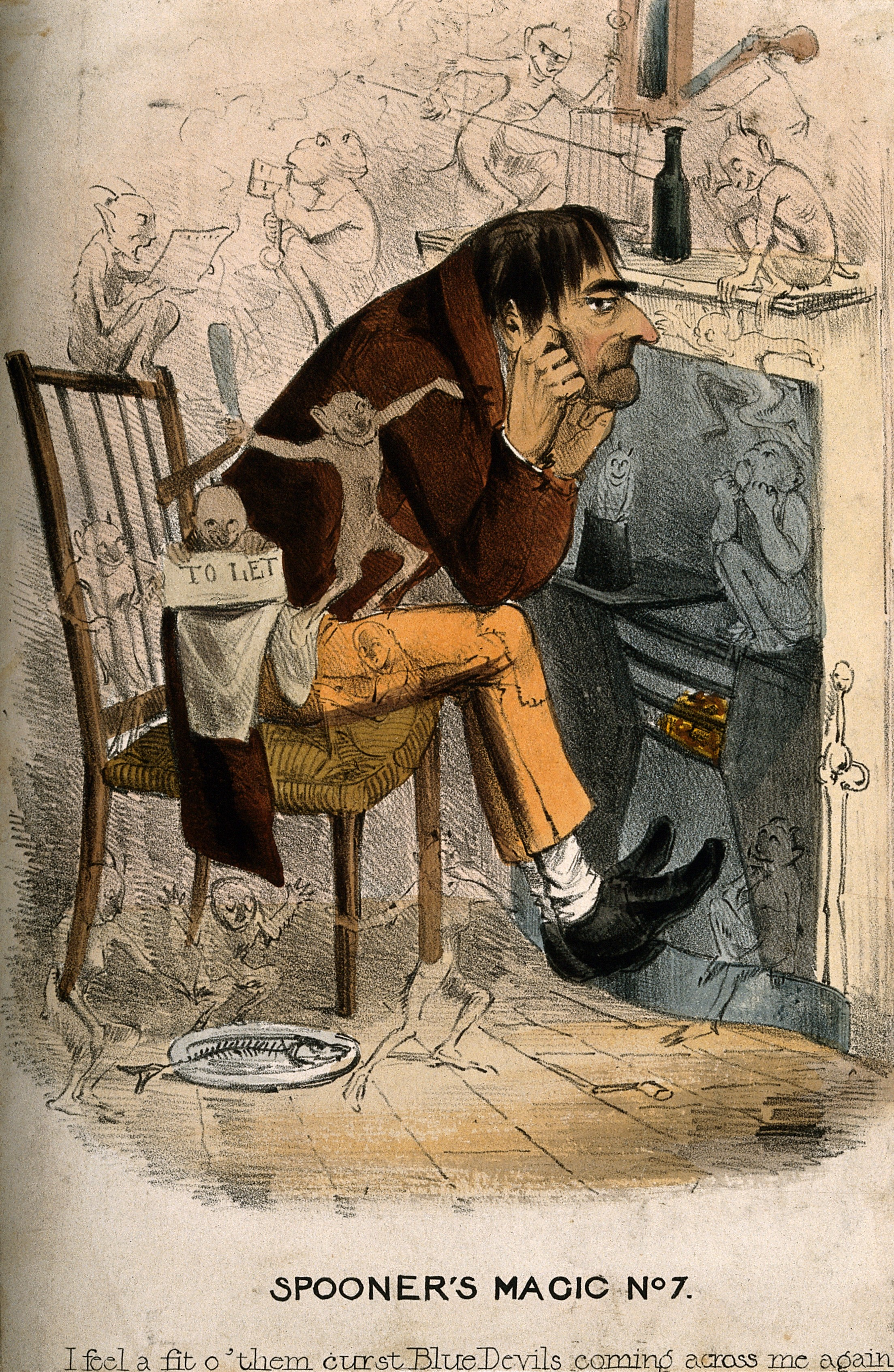
Caricatura de um homem com depressão

Uma avaliação diagnóstica pode ser conduzida por um clínico geral adequadamente treinado, por um psiquiatra ou psicólogo, que registra as circunstâncias atuais da pessoa, histórico biográfico, sintomas atuais, histórico familiar e uso de álcool e drogas. A avaliação também inclui um exame do estado mental, que é uma avaliação do humor e conteúdo de pensamento atual da pessoa, em particular a presença de temas de desesperança ou pessimismo, autolesão ou suicídio, e uma ausência de pensamentos positivos ou planos. Os serviços especializados de saúde mental são raros em áreas rurais, e assim o diagnóstico e o manejo são deixados em grande parte para os clínicos de atenção primária. Este problema é ainda mais intenso em países em desenvolvimento. Escalas de classificação não são usadas para diagnosticar depressão, mas fornecem uma indicação da gravidade dos sintomas por um período de tempo, para que uma pessoa que pontue acima de um determinado ponto de corte possa ser mais completamente avaliada para um diagnóstico de transtorno depressivo. Várias escalas de avaliação são usadas para esse propósito; estas incluem a escala de depressão de Hamilton, a escala de depressão de Beck ou o Suicide Behaviors Questionnaire-Revised.
Médicos de atenção primária têm mais dificuldade em reconhecer e tratar a depressão em comparação a psiquiatras. Esses casos podem ser negligenciados porque para algumas pessoas com depressão, os sintomas físicos muitas vezes acompanham a doenças. Além disso, pode também haver barreiras relacionadas com a pessoa, o prestador de cuidados e/ou o sistema médico. Médicos não-psiquiatras deixaram de diagnosticar cerca de dois terços dos casos, embora haja alguma evidência de melhoria no número de casos perdidos.
Um médico geralmente realiza um exame médico e investigações selecionadas para descartar outras causas dos sintomas depressivos. Estes incluem exames de sangue medindo TSH e tiroxina para excluir hipotireoidismo; eletrólitos básicos e cálcio sérico para descartar um distúrbio metabólico; e um hemograma completo incluindo taxa de sedimentação de eritrócitos para descartar uma doença sistêmica ou crônica. Reações afetivas adversas a medicamentos ou abuso de álcool podem ser descartados, também. Os níveis de testosterona podem ser avaliados para diagnosticar hipogonadismo, uma causa de depressão em homens. Os níveis de vitamina D podem ser avaliados, já que níveis baixos de vitamina D têm sido associados a um maior risco de depressão. Queixas cognitivas subjetivas aparecem em pessoas mais velhas com depressão, mas também podem ser indicativas do início de um distúrbio demencial, como a doença de Alzheimer. Testes cognitivos e imagem cerebral podem ajudar a distinguir a depressão da demência. Uma tomografia computadorizada pode excluir patologia cerebral em pessoas com sintomas psicóticos, de início rápido ou de outra forma incomuns. Não existem testes biológicos que confirmem a depressão grave. Em geral, as investigações não são repetidas para um episódio subsequente, a menos que haja uma indicação médica.

### Critérios do DSM e CID
Os critérios mais amplamente utilizados para diagnosticar condições depressivas estão presentes no Manual Diagnóstico e Estatístico de Transtornos Mentais (DSM) da Associação Psiquiátrica Americana e na Classificação Estatística Internacional de Doenças e Problemas Relacionados à Saúde (CID) da Organização Mundial da Saúde. O último sistema é geralmente usado em países europeus, enquanto o primeiro é usado nos EUA e em muitas outras nações não europeias, e os autores de ambos têm trabalhado para alinhar um com o outro. Tanto o DSM quanto o CID definem os sintomas depressivos típicos. A edição mais recente do DSM é a Quinta Edição, Revisão de Texto (DSM-5-TR), e a edição mais recente do CID é a Décima Primeira Edição (CID-11).
No CID-11, os transtornos depressivos maiores são classificados como transtorno depressivo de episódio único (quando não há histórico de episódios depressivos ou de mania) ou transtorno depressivo recorrente (quando há histórico de episódios anteriores, sem histórico de mania). Os sintomas do CID-11, presentes quase todos os dias por pelo menos duas semanas, incluem um humor deprimido ou anedonia, acompanhados por outros sintomas como "dificuldade de concentração, sentimentos de inutilidade ou culpa excessiva ou inadequada, desesperança, pensamentos recorrentes de morte ou suicídio, alterações no apetite ou sono, agitação ou retardo psicomotor e redução de energia ou fadiga." Esses sintomas devem afetar o trabalho, as atividades sociais ou domésticas. O sistema do CID-11 permite especificadores adicionais para o episódio depressivo atual: a gravidade (leve, moderada, grave, não especificada); a presença de sintomas psicóticos (com ou sem sintomas psicóticos); e o grau de remissão, se relevante (atualmente em remissão parcial, atualmente em remissão completa). Esses dois transtornos são classificados como "Transtornos depressivos", na categoria de "Transtornos de humor".
De acordo com o DSM-5, existem dois principais sintomas depressivos: um humor deprimido e perda de interesse/prazer em atividades (anedonia). Esses sintomas, bem como cinco dos nove sintomas mais específicos listados, devem ocorrer frequentemente por mais de duas semanas para o diagnóstico. O transtorno depressivo maior é classificado como um transtorno de humor no DSM-5. O diagnóstico depende da presença de episódios depressivos maiores únicos ou recorrentes. Outros qualificadores são usados para classificar tanto o episódio quanto o curso do transtorno. A categoria Transtorno Depressivo Não Especificado é diagnosticada se a manifestação do episódio depressivo não atender aos critérios de um episódio depressivo maior.

#### Episódio depressivo maior
Um episódio depressivo maior é caracterizado pela presença de um humor gravemente deprimido que persiste por pelo menos duas semanas. Os episódios podem ser isolados ou recorrentes e são categorizados como leves (poucos sintomas além dos critérios mínimos), moderados ou graves (impacto significativo no funcionamento social ou ocupacional). Um episódio com características psicóticas - comumente referido como depressão psicótica - é automaticamente classificado como grave. Se a pessoa teve um episódio de mania ou hipomania, é feito um diagnóstico de transtorno bipolar em vez de depressão. A depressão sem mania às vezes é chamada de "unipolar" porque o humor permanece em um estado emocional ou "polo".
Luto não é um critério de exclusão no DSM-5, e cabe ao clínico distinguir entre reações normais a uma perda e o TDM. São excluídos uma série de diagnósticos relacionados, incluindo distimia, que envolve um distúrbio de humor crônico, mas mais leve; depressão breve recorrente, consistindo em episódios depressivos mais curtos; transtorno depressivo menor, no qual apenas alguns sintomas de depressão maior estão presentes; e transtorno de adaptação com humor deprimido, que denota um humor baixo resultante de uma resposta psicológica a um evento identificável ou estressor.

#### Subtipos
O DSM-5 reconhece seis subtipos adicionais do TDM, chamados de especificadores, além de observar o tempo, a gravidade e a presença de características psicóticas:
- A "depressão melancólica" é caracterizada por uma perda de prazer na maioria ou em todas as atividades, uma falta de reatividade a estímulos prazerosos, um grau de humor deprimido mais pronunciado do que o de luto ou perda, uma piora dos sintomas nas primeiras horas da manhã, acordar cedo demais, retardamento psicomotor, perda de peso excessiva (não ao ponto de ser confundida com anorexia nervosa), ou culpa excessiva.[95]
- A "depressão atípica" é caracterizada por reatividade do humor (anedonia paradoxal) e positividade, ganho significativo de peso ou aumento do apetite (comer por conforto), sono excessivo ou sonolência (hipersonia), uma sensação de peso nos membros, e comprometimento social significativo a longo prazo como consequência da hipersensibilidade à percepção de rejeição interpessoal.[96]
- A "depressão catatônica" é uma forma rara e grave de depressão maior envolvendo perturbações do comportamento motor e outros sintomas. Nesse caso, a pessoa fica muda e quase estuporosa, e permanece imóvel ou exibe movimentos sem propósito ou até mesmo bizarros. Sintomas catatônicos também ocorrem na esquizofrenia ou em episódios maníacos, ou podem ser causados pela síndrome neuroléptica maligna.[97]
- A "depressão com angústia ansiosa" foi adicionada ao DSM-5 como uma forma de enfatizar a co-ocorrência comum entre depressão ou mania e ansiedade, bem como o risco de suicídio em indivíduos deprimidos com ansiedade. Especificar dessa maneira também pode ajudar com o prognóstico daqueles diagnosticados com um transtorno depressivo ou bipolar.[87]
- A "depressão periparto" refere-se à depressão intensa, duradoura e por vezes incapacitante experimentada por mulheres após o parto ou enquanto estão grávidas. O DSM-IV-TR usava a classificação "depressão pós-parto", mas isso foi alterado para não excluir casos de mulheres deprimidas durante a gravidez. A depressão com início periparto tem uma taxa de incidência de 3-6% entre as mães em primeira gestação. O DSM-V determina que, para se qualificar como depressão com início periparto, o início ocorre durante a gravidez ou dentro de um mês após o parto.[98]
- O "transtorno afetivo sazonal" (TAS) é uma forma de depressão na qual episódios depressivos ocorrem no outono ou inverno e se resolvem na primavera. O diagnóstico é feito se pelo menos dois episódios ocorreram nos meses mais frios, sem nenhum em outras épocas, ao longo de um período de dois anos ou mais.[99]

## Tratamento
Os tratamentos mais comuns e eficazes para a depressão são a psicoterapia, a medicação e a terapia eletroconvulsiva (ECT); a abordagem mais eficaz quando a depressão é resistente é uma combinação de tratamentos. As diretrizes terapêuticas da American Psychiatric Association recomendam que o tratamento inicial seja adaptado individualmente, com base em fatores como gravidade dos sintomas, distúrbios coexistentes, experiência de tratamento anterior e preferência pessoal. As opções podem incluir farmacoterapia, psicoterapia, exercícios, ECT, estimulação magnética transcraniana (TMS) ou fototerapia. Antidepressivo são recomendados como primeira escolha de tratamento em pessoas com depressão maior leve, moderada ou grave, e deve ser administrada a todas as pessoas com depressão grave, a menos que a ECT esteja planejada. Há evidências de que o cuidado colaborativo por uma equipe de profissionais de saúde produz melhores resultados do que o cuidado de um único profissional de rotina.
A psicoterapia é o tratamento de escolha, em vez de medicação, para pessoas menores de 18 anos, e a terapia cognitivo-comportamental (TCC), a TCC de terceira onda e a terapia interpessoal podem ajudar a prevenir a depressão. As diretrizes de 2004 do National Institute for Health and Care Excellence (NICE) britânico indicam que os antidepressivos não devem ser usados como tratamento inicial para depressão leve, pois a relação risco-benefício é fraca. As diretrizes recomendam que o tratamento com antidepressivos, em combinação com intervenções psicossociais, seja considerado para:
- Pessoas com histórico de depressão moderada ou grave
- Aquelas com depressão leve que está presente por um longo período
- Como tratamento de segunda linha para depressão leve que persiste após outras intervenções
- Como tratamento de primeira linha para depressão moderada ou grave.

As diretrizes também observam que o tratamento com antidepressivo deve ser continuado por pelo menos seis meses, para reduzir o risco de recaída, e que os ISRSs são melhor tolerados do que os antidepressivos tricíclicos.
As opções de tratamento são mais limitadas em países em desenvolvimento, onde o acesso a profissionais de saúde mental, medicamentos e psicoterapia muitas vezes é difícil. O desenvolvimento de serviços de saúde mental é mínimo em muitos países; a depressão é vista como um fenômeno do mundo desenvolvido, apesar de evidências em contrário, e não como uma condição inerentemente potencialmente fatal. Não há evidências suficientes para determinar a eficácia da terapia psicológica versus terapia médica em crianças.

### Estilo de vida

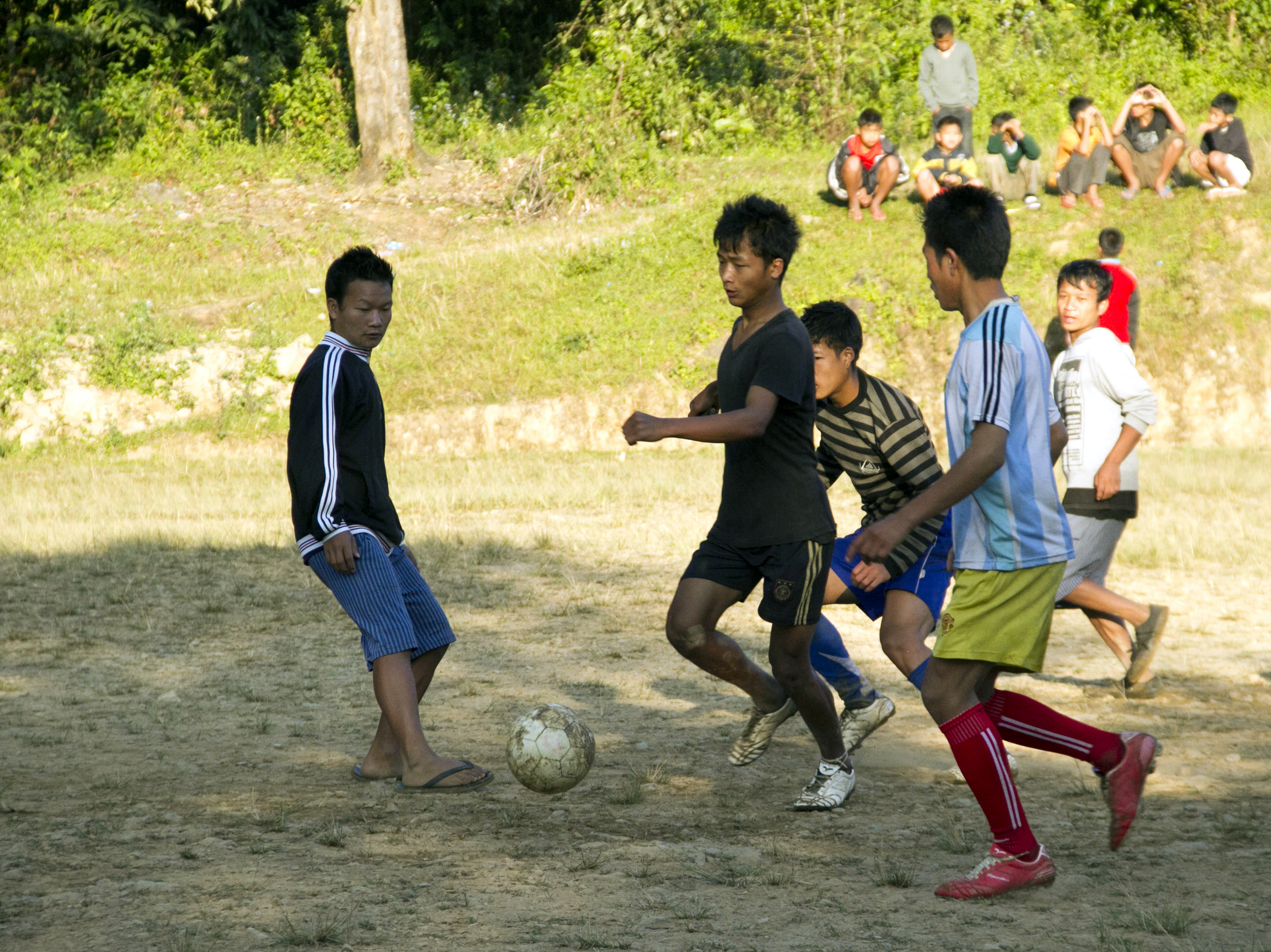
O exercício físico é uma maneira recomendada de gerenciar a depressão leve

O exercício físico tem se mostrado eficaz no tratamento da depressão maior e pode ser recomendado para pessoas dispostas, motivadas e suficientemente saudáveis para participar de um programa de exercícios como tratamento. Em pessoas mais velhas, o exercício parece reduzir a depressão. O sono e a dieta também podem desempenhar um papel na depressão, e intervenções nessas áreas podem ser um complemento eficaz aos métodos convencionais. Em estudos observacionais, cessar o tabagismo tem benefícios na depressão tão grandes ou maiores do que os medicamentos.

### Psicoterapia
A psicoterapia pode ser administrada a indivíduos, grupos ou famílias por profissionais de saúde mental, incluindo psicoterapeutas, psiquiatras, psicólogos, assistentes sociais clínicos, conselheiros e enfermeiros psiquiátricos. Uma revisão de 2012 constatou que a psicoterapia é melhor do que nenhum tratamento, mas não melhor do que outros tratamentos. Com formas mais complexas e crônicas de depressão, pode ser utilizada uma combinação de medicação e psicoterapia. Há evidências de qualidade moderada de que as terapias psicológicas são uma adição útil ao tratamento antidepressivo padrão da depressão resistente ao tratamento a curto prazo. A psicoterapia tem se mostrado eficaz em idosos. A psicoterapia bem-sucedida parece reduzir a recorrência da depressão mesmo após ter sido interrompida ou substituída por sessões de reforço ocasionais.
A forma mais estudada de psicoterapia para a depressão é a terapia cognitivo-comportamental (TCC), que ensina os pacientes a desafiar pensamentos autodestrutivos, mas duradouros, e a mudar comportamentos contraproducentes. A TCC pode ser tão eficaz quanto os antidepressivos em pessoas com depressão grave. A TCC tem mais evidências de pesquisas para o tratamento da depressão em crianças e adolescentes, e a TCC e a terapia interpessoal (TIP) são terapias mais indicadas para a depressão adolescente. Em pessoas com menos de 18 anos, de acordo com o National Institute for Health and Care Excellence, a medicação deve ser oferecida apenas em conjunto com uma terapia psicológica, como a TCC, a terapia interpessoal ou a terapia familiar. Várias variáveis preveem o sucesso da terapia cognitivo-comportamental em adolescentes: níveis mais altos de pensamentos racionais, menos desesperança, menos pensamentos negativos e menos distorções cognitivas. A TCC é particularmente benéfica na prevenção de recaídas. Terapia cognitivo-comportamental e terapias ocupacionais (incluindo modificação de atividades de trabalho e assistência) têm se mostrado eficazes na redução do afastamento de trabalhadores com depressão por incapacidade. Algumas variantes da terapia cognitivo-comportamental têm sido usadas em pessoas com depressão, sendo as mais notáveis a terapia racional emotiva comportamental, e a terapia cognitiva baseada na atenção plena . Programas de redução do estresse baseados em atenção plena podem reduzir os sintomas da depressão. Programas de atenção plena também parecem ser uma intervenção promissora na juventude. Terapia de solução de problemas, terapia cognitivo-comportamental e terapia interpessoal são intervenções eficazes em idosos.
Psicanálise é uma escola de pensamento, fundada por Sigmund Freud, que enfatiza a resolução de conflitos mentais inconscientes. Técnicas psicanalíticas são usadas por alguns profissionais para tratar clientes com depressão grave. Uma terapia mais amplamente praticada, chamada psicoterapia psicodinâmica, segue a tradição da psicanálise, mas é menos intensiva, com encontros uma ou duas vezes por semana. Ela tende a se concentrar mais nos problemas imediatos da pessoa e tem um foco particularmente social e interpessoal. Em uma meta-análise de três ensaios controlados de terapia psicodinâmica de apoio breve, essa intervenção foi encontrada tão eficaz quanto a medicação para a depressão leve a moderada.

### Antidepressivos

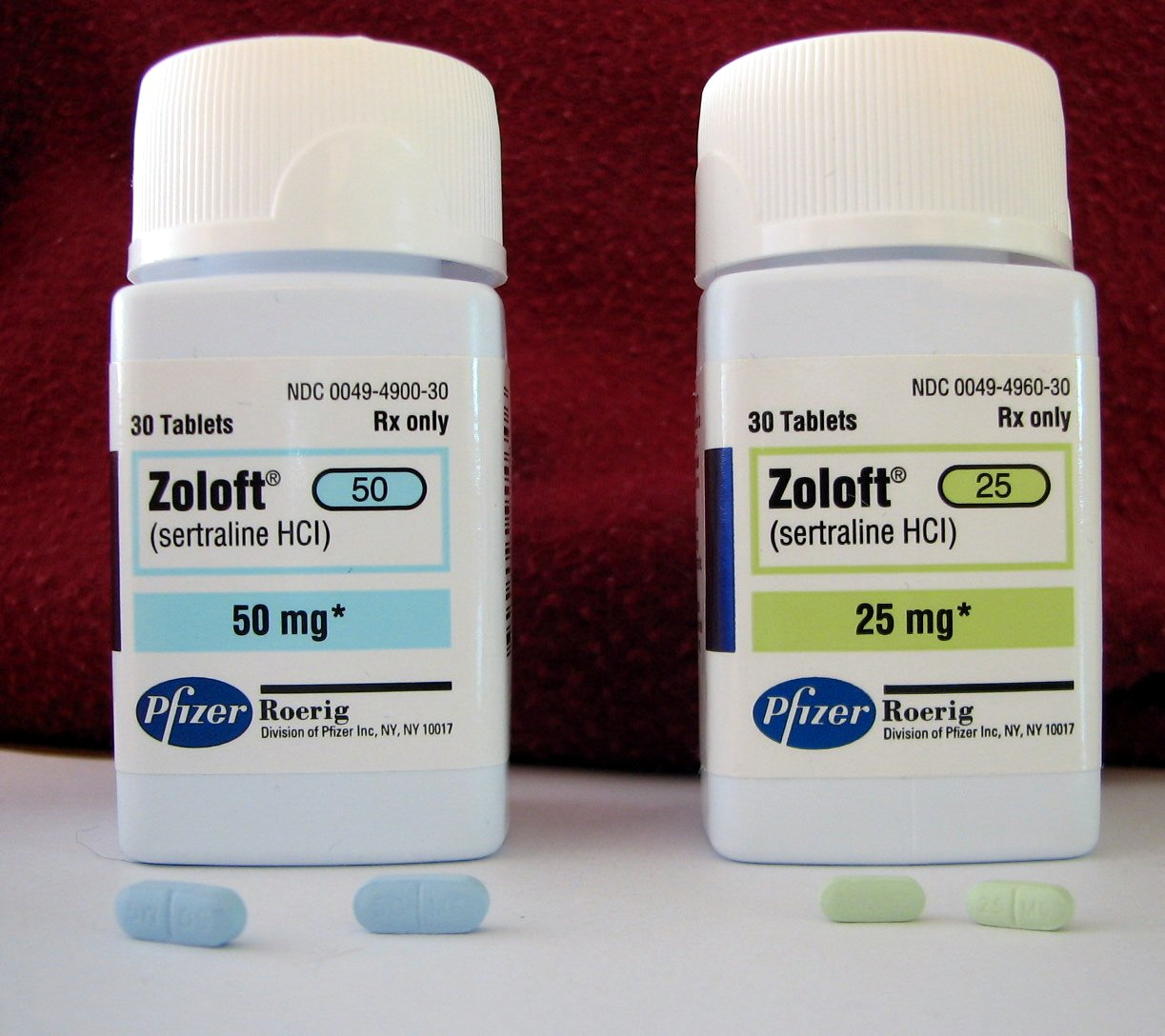
Sertralina (Zoloft) é usada principalmente para tratar a depressão grave em adultos

Estudos que avaliam a eficácia de antidepressivos em pessoas com depressão aguda, de leve a moderada, têm produzido resultados conflitantes. Uma revisão encomendada pelo National Institute for Health and Care Excellence (NICE) do Reino Unido concluiu que existe evidência sólida de que os inibidores selectivos da recaptação da serotonina (ISRS), como escitalopram, paroxetina e sertralina, têm maior eficácia do que o placebo na redução de 50% dos escores de depressão em casos de depressão maior moderada e grave, e que existe alguma evidência de um efeito semelhante na depressão leve. Da mesma forma, uma revisão sistemática Cochrane de ensaios clínicos do antidepressivo tricíclico amitriptilina concluiu que há evidências sólidas de que sua eficácia é superior ao placebo. Antidepressivos são menos eficazes em idosos do que em indivíduos mais jovens com depressão.
Para encontrar o medicamento antidepressivo mais eficaz e com menos efeitos colaterais, as dosagens podem ser ajustadas e, se necessário, combinações de diferentes classes de antidepressivos podem ser tentadas. As taxas de resposta ao primeiro antidepressivo administrado variam de 50 a 75%, e pode levar pelo menos seis a oito semanas a partir do início da medicação para a melhora. O tratamento medicamentoso com antidepressivos geralmente é continuado por 16 a 20 semanas após a remissão, para minimizar a chance de recorrência, e até um ano de continuação é recomendado. Pessoas com depressão crônica podem precisar tomar medicação indefinidamente para evitar recaídas.
Geralmente, os medicamentos prescritos inicialmente são ISRSs, devido aos seus efeitos colaterais relativamente brandos e porque são menos tóxicos em caso de overdose do que outros antidepressivos. Caso o paciente não responda a um ISRS, outro antidepressivo pode ser administrado e isso resulta em melhoria em quase 50% dos casos. Outra opção é trocar para o antidepressivo atípico bupropiona. Venlafaxina, um antidepressivo com um mecanismo de ação diferente, pode ser modestamente mais eficaz do que os ISRSs. No entanto, a venlafaxina não é recomendada no Reino Unido como tratamento de primeira linha, devido a evidências que sugerem que seus riscos podem superar os benefícios, e é especificamente desaconselhada em crianças e adolescentes, pois aumenta o risco de pensamentos ou tentativas de suicídio.
Para crianças e adolescentes com transtorno depressivo moderado a grave, a fluoxetina parece ser o melhor tratamento (com ou sem terapia cognitivo-comportamental), mas mais pesquisas são necessárias. Sertralina, escitalopram, duloxetina também podem ajudar a reduzir os sintomas. Alguns antidepressivos não se mostraram eficazes. Medicamentos não são recomendados em crianças com quadro leve de depressão.
Também há evidências insuficientes para determinar a eficácia em pessoas com depressão complicada pela demência. Qualquer antidepressivo pode causar baixos níveis de sódio no sangue; no entanto, isso tem sido relatado com mais frequência com os ISRS. Não é incomum que ISRS causem ou piorem a insônia; o mirtazapina, um antidepressivo atípico sedativo, pode ser usado nesses casos.
Inibidores irreversíveis da monoamina oxidase, uma classe mais antiga de antidepressivos, têm sido culpados por interações medicamentosas e dietética que trazem potenciais riscos de vida. Eles ainda são usados raramente, embora fármacos mais novos e melhor tolerados dessa classe tenham sido desenvolvidos. O perfil de segurança é diferente com os inibidores reversíveis da monoamina oxidase, como a moclobemida, em que o risco de interações alimentares graves é negligenciável e as restrições alimentares são menos rigorosas.
Não está claro se os antidepressivos afetam o risco de suicídio de uma pessoa. Para crianças, adolescentes e talvez jovens adultos entre 18 e 24 anos, há um risco maior tanto de ideação suicida quanto de comportamento suicida em pessoas tratadas com ISRS. Para adultos, não está claro se os ISRS afetam o risco de suicídio. Uma revisão não encontrou conexão; outra sugeriu um aumento no risco; e uma terceira não encontrou risco em pessoas de 25 a 65 anos e um risco reduzido em pessoas com mais de 65 anos. Um aviso de caixa preta foi introduzido nos Estados Unidos em 2007 para ISRS e outros medicamentos antidepressivos devido ao aumento do risco de suicídio em pessoas com menos de 24 anos. Avisos semelhantes foram implementadas pelo Ministério da Saúde japonês.

### Outras medicações e suplementos
O uso combinado de antidepressivos com benzodiazepínicos demonstra uma maior eficácia em comparação com o uso de antidepressivos sozinhos, mas esses efeitos podem não ser duradouros. A adição de um benzodiazepínico é equilibrada em relação aos possíveis danos e outras estratégias de tratamento alternativas quando a monoterapia com antidepressivos é considerada inadequada.
Para a depressão resistente ao tratamento, a adição do antipsicótico atípico brexpiprazol para o tratamento a curto prazo pode ser considerada. O brexpiprazol pode ser eficaz para algumas pessoas; no entanto, as evidências até 2023 que apoiam o seu uso são fracas, e esse medicamento pode ter efeitos adversos potenciais, incluindo ganho de peso e acatisia. O brexpiprazol não foi suficientemente estudado em pessoas mais velhas ou crianças, e o uso e eficácia desse tratamento adjuvante para o manejo a longo prazo não são claros.
A cetamina pode ter um curto efeito antidepressivo, que dura menos de duas semanas; há evidências limitadas de eficácia após esse período, e são necessários estudos de longo prazo sobre segurança e efeitos colaterais. Uma forma de spray nasal de escetamina foi aprovada pela FDA, em março de 2019, para uso na depressão resistente ao tratamento quando combinada com um antidepressivo oral; um painel internacional de especialistas questionou a falta de informação sobre posologia, preocupações com segurança, possíveis efeitos colaterais graves, tolerabilidade e efeito no risco de suicídio e se os estudos representam adequadamente as populações em geral.
Não há evidências de alta qualidade suficientes para sugerir que os ácidos graxos ômega-3 sejam eficazes na depressão. Há evidências limitadas de que a suplementação de vitamina D seja útil para aliviar os sintomas da depressão em indivíduos com deficiência dessa vitamina. O lítio parece eficaz em reduzir o risco de suicídio em pessoas com transtorno bipolar e depressão unipolar a quase aos mesmos níveis da população em geral. Existe uma faixa estreita de dosagens eficazes e seguras de lítio, sendo necessária uma monitorização rigorosa. Baixas doses de hormônio da tireoide podem ser adicionada aos antidepressivos existentes, para tratar os sintomas persistentes de depressão em pessoas que tentaram várias linhas de tratamento. Evidências limitadas sugerem que os estimulantes, como a anfetamina e o modafinil, podem ser eficazes a curto prazo ou como terapia adjuvante. Além disso, sugere-se que a suplementação ácido fólico possa desempenhar um papel no manejo da depressão. Há evidências de benefícios da testosterona em homens.
Estudos sobre o uso terapêutico da psilocibina têm mostrado resultados promissores no combate ao transtorno depressivo maior resistente ao tratamento.

### Eletroconvulsoterapia
A eletroconvulsoterapia (ECT) é um tratamento psiquiátrico padrão no qual convulsões são induzidas eletricamente em uma pessoa com depressão para proporcionar alívio dos sintomas psiquiátricos.:1880 A ECT é usada com consentimento informado como uma última linha de intervenção para transtorno depressivo maior. Um ciclo de ECT é eficaz para cerca de 50% das pessoas com transtorno depressivo maior resistente ao tratamento, seja ele unipolar ou bipolar. O tratamento de acompanhamento ainda é pouco estudado, mas cerca de metade das pessoas que respondem têm uma recaída dentro de doze meses. Além dos efeitos no cérebro, os riscos físicos gerais da ECT são semelhantes aos da anestesia geral breve.:259 Imediatamente após o tratamento, os efeitos adversos mais comuns são confusão e perda de memória. A ECT é considerada uma das opções de tratamento menos prejudiciais disponíveis para mulheres grávidas gravemente deprimidas.
Um curso usual de ECT envolve múltiplas administrações, geralmente dadas duas ou três vezes por semana, até que a pessoa não tenha mais sintomas. A ECT é administrada sob anestesia com um relaxante muscular. A eletroconvulsoterapia pode diferir em sua aplicação de três maneiras: colocação de eletrodos, frequência de tratamentos e forma de onda elétrica do estímulo. Essas três formas de aplicação têm diferenças significativas tanto nos efeitos adversos quanto na remissão dos sintomas. Após o tratamento, a terapia medicamentosa geralmente é continuada, e algumas pessoas recebem ECT de manutenção.
A ECT parece funcionar a curto prazo por meio de um efeito anticonvulsivo principalmente nos lobos frontais, e a longo prazo por meio de efeitos neurotróficos principalmente no lobo temporal medial.

## Epidemiologia
Estima-se que cerca de 15 a 20% da população mundial, em algum momento da vida, sofreu de depressão. A depressão é mais comum em pessoas com idade entre 24 e 44 anos. Dependendo do motivo pode ser dada a crianças e adolescentes como separação dos pais, problemas na escola, sexualidade, rejeição e principalmente bullying. A prevalência-ano para a depressão maior, é de 0,4 a 3,0% em crianças e de 3,3 a 12,4% em adolescentes.
Segundo a OMS, em 2020, a depressão nervosa passará a ser a segunda causa de mortes mundiais por doença, após doenças cardíacas.
Estima-se que o risco de desenvolver depressão, ao longo da vida, seja de 10% para os homens e de 20% para as mulheres.

## História
O médico grego antigo Hipócrates descreveu uma síndrome de melancolia (μελαγχολία, melankholía) como uma doença distinta com sintomas mentais e físicos específicos; ele caracterizou todos os "medos e desesperos, se durarem muito tempo" como sintomáticos da doença. Essa era uma concepção semelhante, mas muito mais abrangente do que a depressão de hoje; foi dada importância a uma aglomeração dos sintomas de tristeza, desânimo e desespero, e frequentemente incluíam-se também o medo, a raiva, delírios e obsessões.

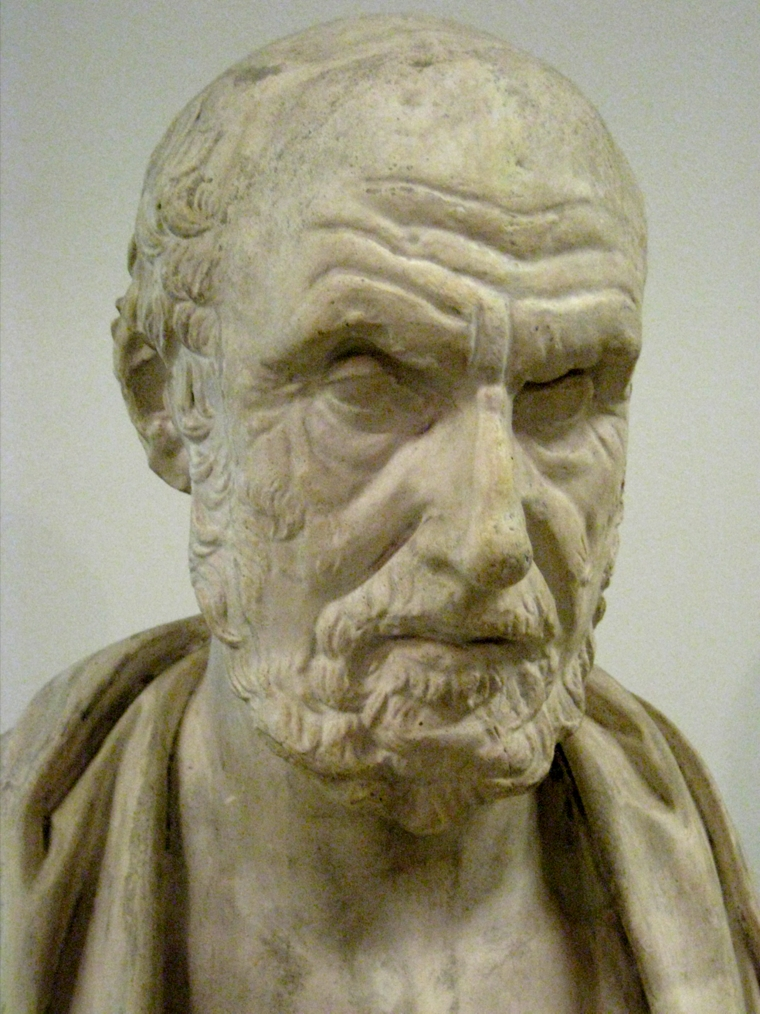
Os diagnósticos de depressão remontam pelo menos a Hipócrates

O termo depressão em si foi derivado do verbo latino deprimere, que significa "pressionar para baixo". A partir do século XIV, "deprimir" significava subjugar ou fazer alguém se sentir desanimado. Foi usado em 1665 no Crônica do autor inglês Richard Baker para se referir a alguém que estava "com grande depressão de espírito", e pelo autor inglês Samuel Johnson de maneira semelhante em 1753. O termo também passou a ser usado em fisiologia e economia. Uma utilização inicial referindo-se a um sintoma psiquiátrico foi feita pelo psiquiatra francês Louis Delasiauve em 1856, e nos anos 1860 começou a aparecer em dicionários médicos para se referir a uma diminuição fisiológica e metafórica da função emocional. Desde Aristóteles, a melancolia estava associada a homens de aprendizado e brilho intelectual, um risco da contemplação e da criatividade. O conceito mais recente abandonou essas associações e, ao longo do século XIX, tornou-se mais associado às mulheres.
Embora melancolia tenha permanecido como o termo diagnóstico dominante, depressão tornou-se cada vez mais empregado em tratados médicos e tornou-se um sinônimo até o final do século; o psiquiatra alemão Emil Kraepelin pode ter sido o primeiro a usá-lo como o termo abrangente, referindo-se a diferentes tipos de melancolia como estados depressivos. Freud comparou o estado de melancolia ao luto, em seu artigo de 1917 intitulado Luto e Melancolia. Ele teorizou que a perda objetiva, como a perda de um relacionamento valorizado por meio da morte ou do término de um relacionamento romântico, resulta também em perda subjetiva; o indivíduo deprimido se identificou com o objeto de afeto por meio de um processo inconsciente, narcisista chamado de cathexis libidinal do ego. Essa perda resulta em sintomas melancólicos graves mais profundos do que o luto; não apenas o mundo exterior é visto de maneira negativa, mas o próprio ego é comprometido. A queda na autopercepção da pessoa é revelada em sua crença de sua própria culpa, inferioridade e indignidade. Ele também enfatizou as experiências da vida precoce como um fator predisponente. Adolf Meyer apresentou uma estrutura mista social e biológica, enfatizando reações no contexto da vida de um indivíduo, e argumentou que o termo depressão deveria ser usado em vez de melancolia. A primeira versão do DSM (DSM-I, 1952) continha reação depressiva e o DSM-II (1968) neurose depressiva, definida como uma reação excessiva ao conflito interno ou a um evento identificável, e também incluía um tipo depressivo de psicose maníaco-depressiva dentro dos distúrbios afetivos maiores.
O termo unipolar (juntamente com o termo relacionado bipolar) foi cunhado pelo neurologista e psiquiatra Karl Kleist, e subsequentemente utilizado por seus discípulos Edda Neele e Karl Leonhard.
O termo "Transtorno Depressivo Maior" foi introduzido por um grupo de clínicos dos Estados Unidos, na metade da década de 1970, como parte de propostas de critérios diagnósticos baseados em padrões de sintomas (chamados de "Critérios Diagnósticos de Pesquisa"), e foi incorporado ao DSM-III em 1980. A Associação Psiquiátrica Americana adicionou "transtorno depressivo maior" ao Manual Diagnóstico e Estatístico de Transtornos Mentais (DSM-III), como uma subdivisão da anterior neurose depressiva do DSM-II, que também englobava as condições agora conhecidas como distimia e transtorno de adaptação com humor depressivo. Para manter a consistência, a CID-10 utilizou os mesmos critérios, com apenas pequenas alterações, mas usando o limiar diagnóstico do DSM para marcar um "episódio depressivo leve", acrescentando categorias de limiar superior para episódios moderados e graves.
As novas definições de depressão foram amplamente aceitas, embora com algumas descobertas e pontos de vista conflitantes. Houve argumentos baseados empiricamente para um retorno ao diagnóstico de melancolia. Houve críticas à expansão da cobertura do diagnóstico, relacionadas ao desenvolvimento e promoção de antidepressivos e ao modelo biológico desde o final da década de 1950.

## Sociedade e cultura

### Terminologia

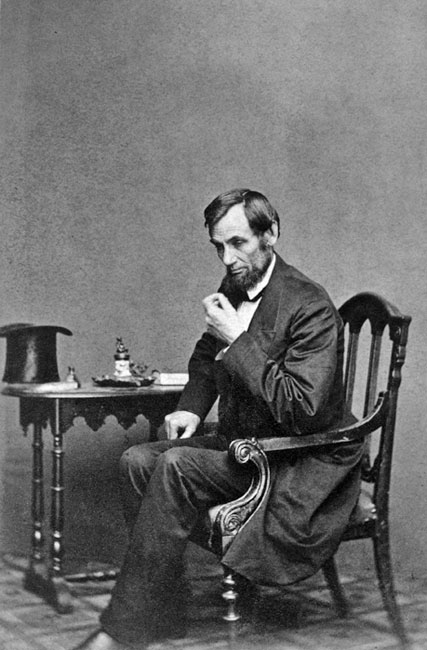
O 16º presidente americano, Abraham Lincoln, tinha "melancolia", uma condição que agora pode ser referida como depressão clínica

Embora o termo "depressão" seja usado para se referir ao transtorno depressivo maior, é comumente usado para denominar outros transtornos do humor ou simplesmente para designar a tristeza. As concepções das pessoas sobre a depressão variam amplamente entre as culturas. "Devido à falta de certeza científica", observou um comentarista, "o debate sobre a depressão gira em torno de questões de linguagem. O que chamamos disso - 'doença', 'transtorno', 'estado mental' - afeta como a vemos, diagnosticamos e tratamos." Existem diferenças culturais na medida em que a depressão grave é considerada uma doença que requer tratamento profissional pessoal ou um indicador de algo mais, como a necessidade de abordar problemas sociais ou morais, o resultado de desequilíbrios biológicos, ou um reflexo de diferenças individuais na compreensão do sofrimento que pode reforçar sentimentos de impotência e luta emocional.

### Estigma
Figuras históricas frequentemente relutavam em discutir ou buscar tratamento para a depressão devido ao estigma social associado à condição, ou por ignorância sobre o diagnóstico ou tratamentos. No entanto, a análise e interpretação de cartas, diários, obras de arte, escritos ou declarações de familiares e amigos de algumas personalidades históricas levou à suposição de que eles possam ter tido alguma forma de depressão. Pessoas que podem ter tido depressão incluem a autora inglesa Mary Shelley, o escritor americano-britânico Henry James, e o presidente americano Abraham Lincoln. Algumas pessoas contemporâneas bem conhecidas com possível depressão incluem o cantor canadense Leonard Cohen e o dramaturgo e romancista americano Tennessee Williams. Alguns psicólogos pioneiros, como os americanos William James e John B. Watson, lidaram com sua própria depressão.
Houve uma extensa discussão sobre se os distúrbios neurológicos e os distúrbios de humor podem estar relacionados à criatividade, uma discussão que remonta aos tempos Aristotélicos. A literatura britânica fornece muitos exemplos de reflexões sobre a depressão. O filósofo inglês John Stuart Mill experimentou um período de vários meses do que ele chamou de "um estado entorpecido dos nervos", quando alguém está "insensível ao prazer ou excitação agradável; um daqueles estados em que o que é prazer em outros momentos se torna insípido ou indiferente". Ele citou o poema "Dejection" do poeta inglês Samuel Taylor Coleridge como uma descrição perfeita de seu caso: "Uma tristeza sem dor, vazia, escura e sombria, / Uma tristeza sonolenta, sufocada, impassível, / Que não encontra uma saída ou alívio natural / Em palavra, suspiro ou lágrima." O escritor inglês Samuel Johnson usou o termo "o cachorro negro" na década de 1780 para descrever sua própria depressão, termo subsequentemente popularizado por Winston Churchill, que também tinha o distúrbio.
O estigma social da depressão major é generalizado, e o contato com serviços de saúde mental reduz isso apenas ligeiramente. As opiniões públicas sobre o tratamento diferem significativamente das dos profissionais de saúde; tratamentos alternativos são considerados mais úteis do que os farmacológicos, que são mal vistos. No Reino Unido, o Royal College of Psychiatrists e o Royal College of General Practitioners realizaram uma campanha conjunta de cinco anos chamada "Derrotando a Depressão" para educar e reduzir o estigma de 1992 a 1996; um estudo da MORI realizado posteriormente mostrou uma pequena mudança positiva nas atitudes públicas em relação à depressão e ao tratamento.
Enquanto servia seu primeiro mandato como primeiro-ministro da Noruega, Kjell Magne Bondevik atraiu atenção internacional, em agosto de 1998, quando anunciou que estava sofrendo um episódio depressivo, tornando-se o mais alto líder mundial a admitir sofrer de uma doença mental enquanto estava no cargo. Após essa revelação, Anne Enger tornou-se primeira-ministra interina por três semanas, de 30 de agosto a 23 de setembro, enquanto ele se recuperava do episódio depressivo. Bondevik então retornou ao cargo. Bondevik recebeu milhares de cartas de apoio e afirmou que a experiência foi positiva no geral, tanto para ele quanto porque tornou a doença mental mais publicamente aceitável.

## Trabalhos citados
- American Psychiatric Association (2000a). Diagnostic and statistical manual of mental disorders Fourth Edition, Text Revision: DSM-IV-TR ed. Washington, DC: American Psychiatric Publishing, Inc. ISBN 978-0-89042-025-6
- American Psychiatric Association (2013). Diagnostic and statistical manual of mental disorders Fifth Edition: DSM-5 ed. Washington, DC: American Psychiatric Publishing, Inc. ISBN 978-0-89042-555-8
- Barlow DH, Durand VM (2005). Abnormal psychology: An integrative approach 5th ed. Belmont, CA: Thomson Wadsworth. ISBN 978-0-534-63356-1
- Beck AT, Rush J, Shaw BF, Emery G (1987) [1979]. Cognitive therapy of depression. New York: Guilford Press. ISBN 978-0-89862-919-4
- Hergenhahn BR (2005). An Introduction to the History of Psychology 5th ed. Belmont, CA: Thomson Wadsworth. ISBN 978-0-534-55401-9
- Parker G, Hadzi-Pavlovic D, eds. (1996). Melancholia: a disorder of movement and mood: a phenomenological and neurobiological review. Cambridge: Cambridge University Press. ISBN 978-0-521-47275-3
- Royal Pharmaceutical Society of Great Britain (2008). British National Formulary (BNF 56). UK: BMJ Group and RPS Publishing. ISBN 978-0-85369-778-7
- Sadock VA, Sadock BJ, Kaplan HI (2003). Kaplan & Sadock's synopsis of psychiatry: behavioral sciences/clinical psychiatry. Philadelphia: Lippincott Williams & Wilkins. ISBN 978-0-7817-3183-6
- «6A70 Single episode depressive disorder». International Classification of Diseases 11th Revision. World Health Organization. Fevereiro de 2022. Consultado em 9 de julho de 2022 Parâmetro desconhecido |orig-date= ignorado (ajuda)
- «6A71 Recurrent depressive disorder». International Classification of Diseases 11th Revision. World Health Organization. Fevereiro de 2022. Consultado em 9 de julho de 2022 Parâmetro desconhecido |orig-date= ignorado (ajuda)